# Antônio Bezerra
Antônio Bezerra de Meneses (Quixeramobim, Ceará, 21 de fevereiro de 1841 — Fortaleza, 28 de agosto de 1921) foi um naturalista, historiógrafo e poeta brasileiro. Foi maçom pertencente à Loja Fraternidade Cearense.

## Biografia
Era filho do doutor Manuel Soares da Silva Bezerra e de Maria Teresa de Albuquerque Bezerra. Na juventude, sua produção poética foi muito popular na sua terra natal, especialmente depois da publicação de Sonhos de Moço (1872) e das Três Liras (1883), juntamente com Justiniano de Serpa e Antônio Martins. Participou ativamente da campanha abolicionista no Ceará.
Foi, porém, na historiografia que desempenhou papel mais importante, escrevendo obras que até hoje são referências para a compreensão da história do Ceará no período em que viveu. Colaborou com diversos jornais da capital, dentre eles O Ceará e O Libertador, tendo sido um dos fundadores de ambos. Foi também fundador do Instituto do Ceará. É patrono da 4ª (quarta) cadeira da Academia Cearense de Letras.

## Obras
- "Algumas Histórias do Ceará",
- "Província do Ceará",
- "Dúvidas Históricas",
- "Sonhos de Moço",
- "Lampejos",
- "Três Liras",
- "O Ceará e os Cearenses",